# Yamane Nobumitsu
Nobumitsu Yamane (sinh ngày 28 tháng 6 năm 1979) là một cầu thủ bóng đá người Nhật Bản.

## Sự nghiệp câu lạc bộ
Nobumitsu Yamane đã từng chơi cho Urawa Reds, Sagawa Shiga và Vonds Ichihara.